# 北海道道443号鬼志別停車場線
北海道道443号鬼志別停車場線（ほっかいどうどう443ごう おにしべつていしゃじょうせん）は、北海道宗谷郡猿払村内を結ぶ一般道道（北海道道）である。

## 概要
起点は、かつてのJR北海道 天北線 鬼志別駅である。

### 路線データ
- 起点：北海道宗谷郡猿払村鬼志別南町（北海道道1089号猿払鬼志別線交点、宗谷バス鬼志別ターミナル）
- 終点：北海道宗谷郡猿払村鬼志別南町（北海道道138号豊富猿払線交点）
- 路線延長：0.2 km（総延長）

## 歴史
- 1962年（昭和37年）8月1日 路線認定[1]。

## 地理

### 通過する自治体
- 宗谷総合振興局
  - 宗谷郡猿払村

### 交差する道路
猿払村
- 北海道道1089号猿払鬼志別線 - 鬼志別南町（起点）
- 北海道道138号豊富猿払線 - 鬼志別南町（終点）

### 沿線にある施設など
猿払村
- 稚内信用金庫鬼志別支店 - 鬼志別南町183